# Pericallia travancorica
Pericallia travancorica är en fjärilsart som beskrevs av Embrik Strand 1919. Pericallia travancorica ingår i släktet Pericallia och familjen björnspinnare. Inga underarter finns listade i Catalogue of Life.